# Laà-Mondrans
Laà-Mondrans (en béarnais Laà-Mondrans ou Laà-Moundran) est une commune française, située dans le département des Pyrénées-Atlantiques en région Nouvelle-Aquitaine.

## Géographie

### Localisation
La commune de Laà-Mondrans se trouve dans le département des Pyrénées-Atlantiques, en région Nouvelle-Aquitaine.
Elle se situe à 50 km par la route de Pau, préfecture du département, et à 26 km de Mourenx, bureau centralisateur du canton du Cœur de Béarn dont dépend la commune depuis 2015 pour les élections départementales. 
La commune fait en outre partie du bassin de vie d'Orthez.
Les communes les plus proches sont : 
Ozenx-Montestrucq (2,2 km), Castetner (2,3 km), Loubieng (2,5 km), Biron (3,3 km), Lanneplaà (4,0 km), Orthez (4,1 km), Sarpourenx (5,0 km), Castétis (5,2 km).
Sur le plan historique et culturel, Laà-Mondrans fait partie de la province du Béarn, qui fut également un État et qui présente une unité historique et culturelle à laquelle s’oppose une diversité frappante de paysages au relief tourmenté.

### Communes limitrophes
Les communes limitrophes sont  Biron, Castetner, Loubieng, Orthez et Ozenx-Montestrucq.
|                   | Orthez       |           |
| Ozenx-Montestrucq | Laà-Mondrans | Biron     |
|                   | Loubieng     | Castetner |

### Hydrographie

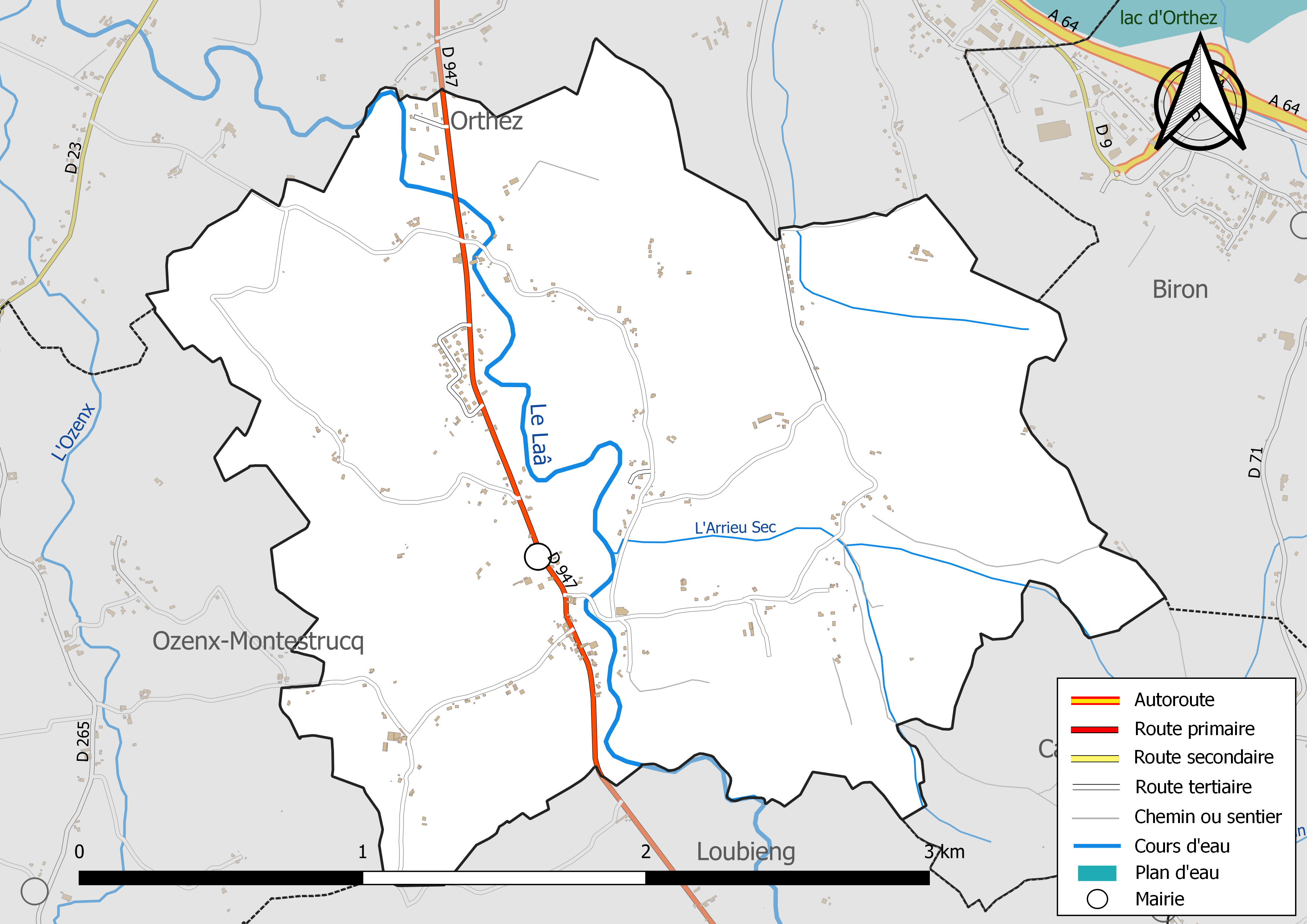
Réseaux hydrographique et routier de Laà-Mondrans.

La commune est drainée par le Laà, l'Arrieusec et par divers petits cours d'eau, constituant un réseau hydrographique de 7 km de longueur totale,.
Le Laà, d'une longueur totale de 29,5 km, prend sa source dans la commune d'Ogenne-Camptort et s'écoule du sud-est vers le nord-ouest. Il traverse la commune et se jette dans le gave de Pau à Orthez, après avoir traversé 9 communes.

### Climat
Pour des articles plus généraux, voir Climat de la Nouvelle-Aquitaine et Climat des Pyrénées-Atlantiques.
Historiquement, la commune est dans une zone de transition entre les climats océaniques aquitain et basque.  
En 2020, Météo-France publie une typologie des climats de la France métropolitaine dans laquelle la commune est exposée à un climat de montagne et est dans la région climatique Pyrénées atlantiques, caractérisée par une pluviométrie élevée (>1 200 mm/an) en toutes saisons, des hivers très doux (7,5 °C en plaine) et des vents faibles.
Pour la période 1971-2000, la température annuelle moyenne est de 13,7 °C, avec une amplitude thermique annuelle de 14,2 °C. Le cumul annuel moyen de précipitations est de 1 264 mm, avec 12 jours de précipitations en janvier et 8,1 jours en juillet. Pour la période 1991-2020, la température moyenne annuelle observée sur la station météorologique la plus proche, située sur la commune d'Orthez à 4 km à vol d'oiseau, est de 14,1 °C et le cumul annuel moyen de précipitations est de 1 211,5 mm,. Pour l'avenir, les paramètres climatiques de la commune estimés pour 2050 selon différents scénarios d’émission de gaz à effet de serre sont consultables sur un site dédié publié par Météo-France en novembre 2022.

### Milieux naturels et biodiversité

#### Réseau Natura 2000
Le réseau Natura 2000 est un réseau écologique européen de sites naturels d'intérêt écologique élaboré à partir des Directives « Habitats » et « Oiseaux », constitué de zones spéciales de conservation (ZSC) et de zones de protection spéciale (ZPS).
Un site Natura 2000 a été défini sur la commune au titre de la « directive Habitats » : le « gave de Pau », d'une superficie de 8 194 ha, un vaste réseau hydrographique avec un système de saligues encore vivace,.

## Urbanisme

### Typologie
Au 1er janvier 2024, Laà-Mondrans est catégorisée commune rurale à habitat dispersé, selon la nouvelle grille communale de densité à sept niveaux définie par l'Insee en 2022.
Elle est située hors unité urbaine. Par ailleurs la commune fait partie de l'aire d'attraction d'Orthez, dont elle est une commune de la couronne,. Cette aire, qui regroupe 26 communes, est catégorisée dans les aires de moins de 50 000 habitants,.

### Occupation des sols

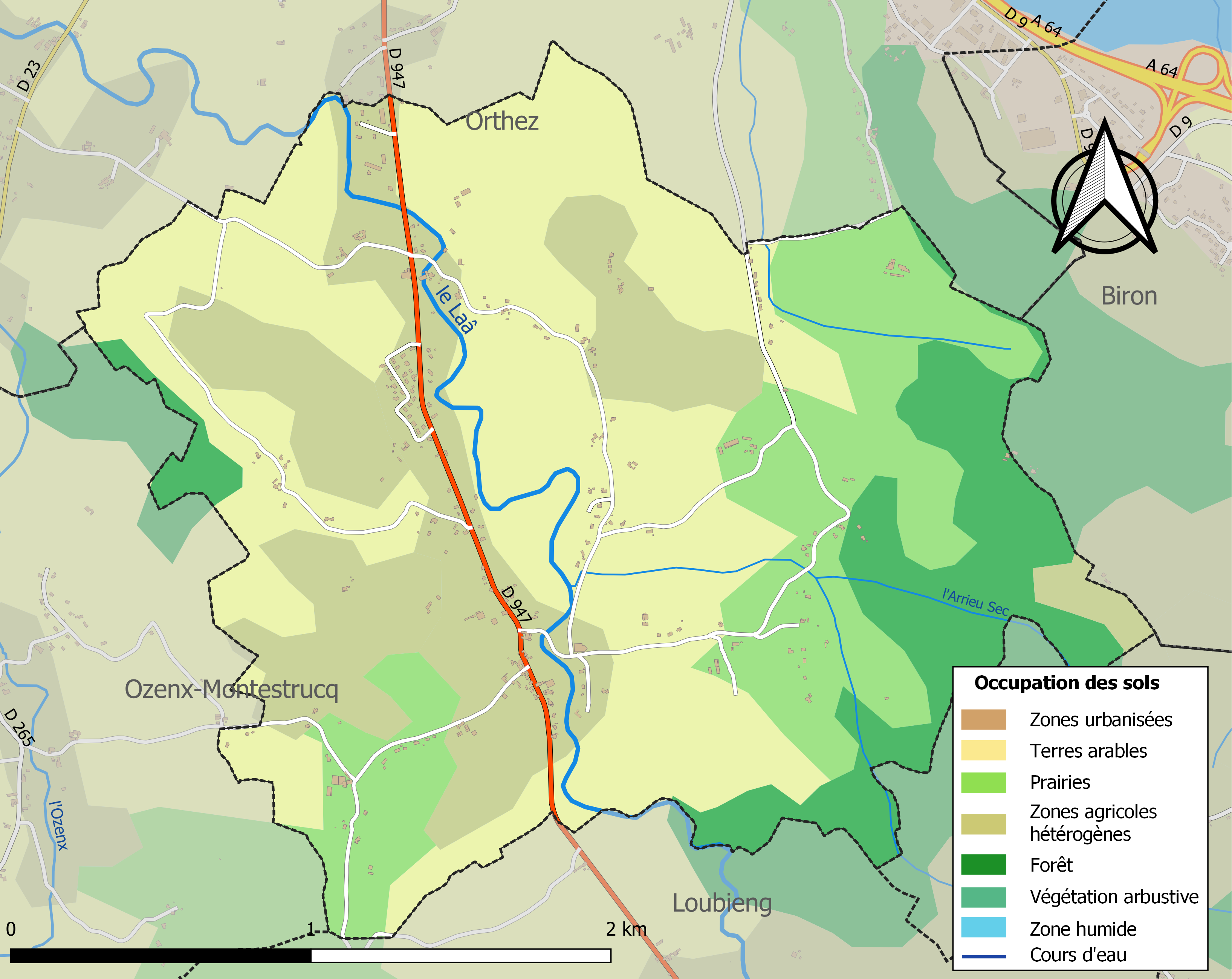
Carte des infrastructures et de l'occupation des sols de la commune en 2018 (CLC).

L'occupation des sols de la commune, telle qu'elle ressort de la base de données européenne d’occupation biophysique des sols Corine Land Cover (CLC), est marquée par l'importance des territoires agricoles (87,3 % en 2018), une proportion identique à celle de 1990 (87,3 %). La répartition détaillée en 2018 est la suivante : 
terres arables (42,1 %), zones agricoles hétérogènes (25,8 %), prairies (19,5 %), forêts (12,7 %). L'évolution de l’occupation des sols de la commune et de ses infrastructures peut être observée sur les différentes représentations cartographiques du territoire : la carte de Cassini (XVIIIe siècle), la carte d'état-major (1820-1866) et les cartes ou photos aériennes de l'IGN pour la période actuelle (1950 à aujourd'hui).

### Lieux-dits et hameaux
- Château ;
- l'Église ;
- Laà ;
- Mondrans.

### Voies de communication et transports
La commune est desservie par la route départementale 947, à proximité immédiate de la sortie 8 de l'autoroute A64.

### Risques majeurs
Le territoire de la commune de Laà-Mondrans est vulnérable à différents aléas naturels : météorologiques (tempête, orage, neige, grand froid, canicule ou sécheresse), inondations et séisme (sismicité modérée). Un site publié par le BRGM permet d'évaluer simplement et rapidement les risques d'un bien localisé soit par son adresse soit par le numéro de sa parcelle.
Certaines parties du territoire communal sont susceptibles d’être affectées par le risque d’inondation par une crue torrentielle ou à montée rapide de cours d'eau, notamment le Laâ. La commune a été reconnue en état de catastrophe naturelle au titre des dommages causés par les inondations et coulées de boue survenues en 1982, 1983, 2009 et 2018,.

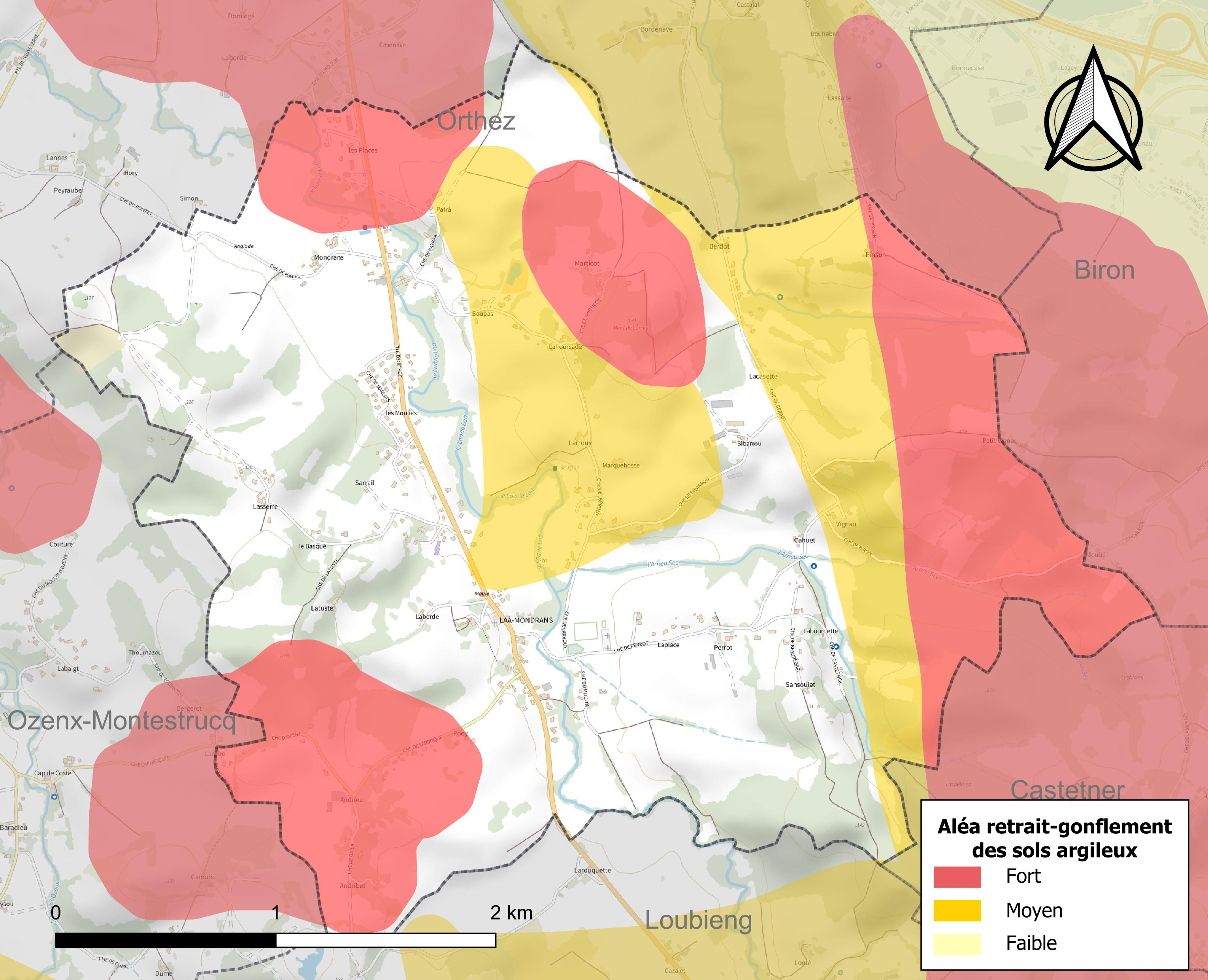
Carte des zones d'aléa retrait-gonflement des sols argileux de Laà-Mondrans.

Le retrait-gonflement des sols argileux est susceptible d'engendrer des dommages importants aux bâtiments en cas d’alternance de périodes de sécheresse et de pluie. 49,4 % de la superficie communale est en aléa moyen ou fort (59 % au niveau départemental et 48,5 % au niveau national). Depuis le 1er octobre 2020, en application de la loi ELAN, différentes contraintes s'imposent aux vendeurs, maîtres d'ouvrages ou constructeurs de biens situés dans une zone classée en aléa moyen ou fort,.

## Toponymie
Le toponyme Laà apparaît sous les formes 
Sanctus Estephen de Lar (Xe siècle, cartulaire de Sorde) et 
Làa (1863, dictionnaire topographique Béarn-Pays basque).
Le toponyme Mondrans apparaît sous les formes 
Mondran (1385, censier de Béarn), 
Mondran-Dessus et Mondran-Debaig (1614 pour ces deux formes, réformation de Béarn) et 
Les Mondrans (1728, dénombrement de Mondrans).
Le nom béarnais de la commune est Laà-Mondrans ou Laà-Moundran.
Laà, Mondran Suson et Mondran Juson sont des villages regroupés en une seule commune. Mondrans est le pluriel lous Mondrans (1659) de Mondran (français /mõdrã/, gascon /mundran/) probablement de Mount Hranc 'mont franc' (Mondran Susoo et Mondran Jusoo en 1385).

## Histoire
Paul Raymond note que Laà comptait une abbaye laïque, vassale de la vicomté de Béarn. En 1385, on y comptait 32 feux et la commune dépendait du bailliage de Larbaig. À cette date, Mondrans, village de Laà, comptait huit feux.

## Politique et administration
| Période                                  | Période | Identité        | Étiquette | Qualité |
| ---------------------------------------- | ------- | --------------- | --------- | ------- |
| 1983                                     | 2008    | Michel Lanabère |           |         |
| 2008                                     | 2014    | Michel Lanabère |           |         |
| 2014                                     | 2020    | Daniel Boulin   |           |         |
| 2020                                     | -       | Loïc Coutry     |           |         |
| Les données manquantes sont à compléter. |         |                 |           |         |

### intercommunalité
La commune participe à cinq structures intercommunales :
- la communauté de communes de Lacq-Orthez ;
- le SIVOM de Lagor ;
- le SIVU de Laà-Mondrans et d'Ozenx-Montestrucq ;
- le syndicat d’énergie des Pyrénées-Atlantiques ;
- le syndicat de Gréchez.

Laà-Mondrans accueille le siège du SIVU de Laà-Mondrans et d'Ozenx-Montestrucq.

## Population et société

### Démographie
L'évolution du nombre d'habitants est connue à travers les recensements de la population effectués dans la commune depuis 1793. Pour les communes de moins de 10 000 habitants, une enquête de recensement portant sur toute la population est réalisée tous les cinq ans, les populations de référence des années intermédiaires étant quant à elles estimées par interpolation ou extrapolation. Pour la commune, le premier recensement exhaustif entrant dans le cadre du nouveau dispositif a été réalisé en 2007.

En 2022, la commune comptait 428 habitants, en évolution de +0,47 % par rapport à 2016 (Pyrénées-Atlantiques : +3,78 %, France hors Mayotte : +2,11 %).
| 1793 | 1800 | 1806 | 1821 | 1831 | 1836 | 1841 | 1846 | 1851 |
| ---- | ---- | ---- | ---- | ---- | ---- | ---- | ---- | ---- |
| 400  | 416  | 397  | 375  | 383  | 465  | 431  | 430  | 386  |

| 1856 | 1861 | 1866 | 1872 | 1876 | 1881 | 1886 | 1891 | 1896 |
| ---- | ---- | ---- | ---- | ---- | ---- | ---- | ---- | ---- |
| 351  | 350  | 355  | 307  | 319  | 307  | 300  | 303  | 296  |

| 1901 | 1906 | 1911 | 1921 | 1926 | 1931 | 1936 | 1946 | 1954 |
| ---- | ---- | ---- | ---- | ---- | ---- | ---- | ---- | ---- |
| 301  | 295  | 280  | 285  | 255  | 232  | 241  | 236  | 235  |

| 1962 | 1968 | 1975 | 1982 | 1990 | 1999 | 2006 | 2007 | 2012 |
| ---- | ---- | ---- | ---- | ---- | ---- | ---- | ---- | ---- |
| 252  | 300  | 398  | 451  | 455  | 413  | 390  | 387  | 403  |

| 2017 | 2022 | - | - | - | - | - | - | - |
| ---- | ---- | - | - | - | - | - | - | - |
| 429  | 428  | - | - | - | - | - | - | - |

La commune fait partie de l'aire d'attraction d'Orthez.

## Économie
La commune fait partie de la zone d'appellation de l'ossau-iraty.

## Culture locale et patrimoine

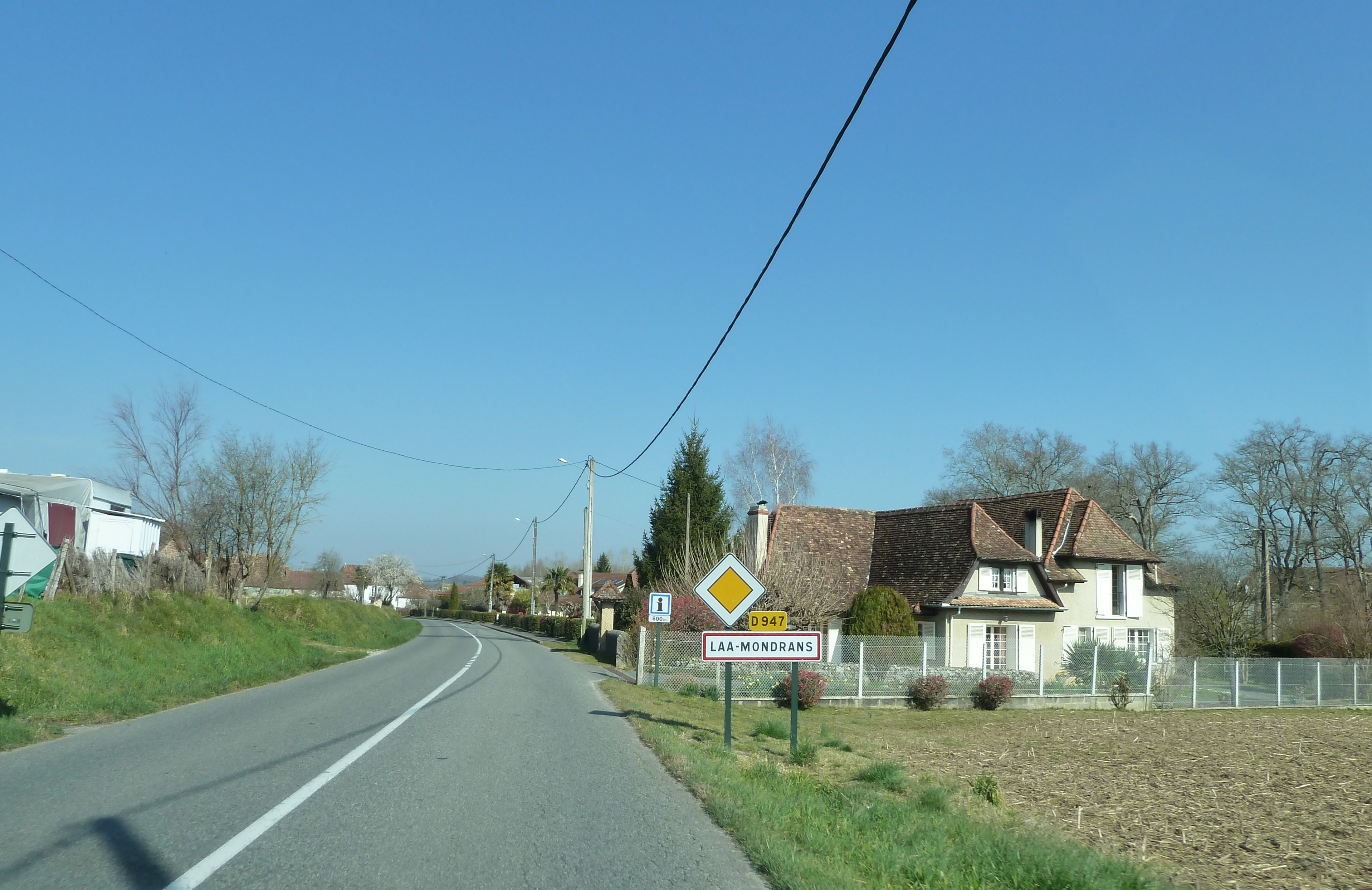
Entrée dans Laà-Mondrans.
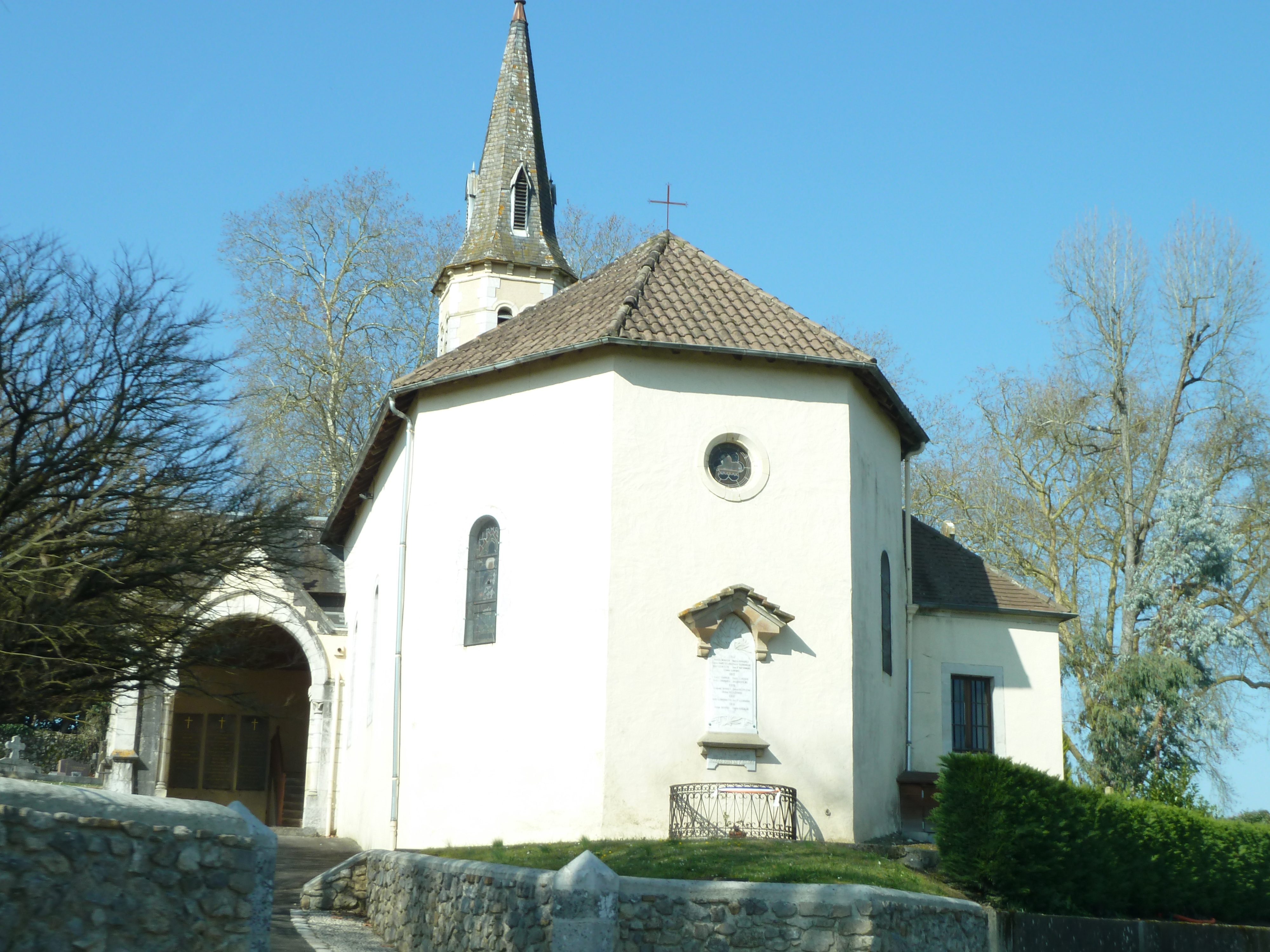
L'église Saint-Étienne.

### Patrimoine religieux
L'église Saint-Étienne date de 1876.

## Équipements
éducation
La commune dispose d'une école primaire.

## Personnalités liées à la commune
- Le champion cycliste professionnel Pierre Masseys, né le 26 septembre 1946, décédé le 11 avril 2013 dans sa commune.
- Laà Mondrans est aussi la ville natale de l'universitaire et banquier Alfred Pose.